# 自由体操

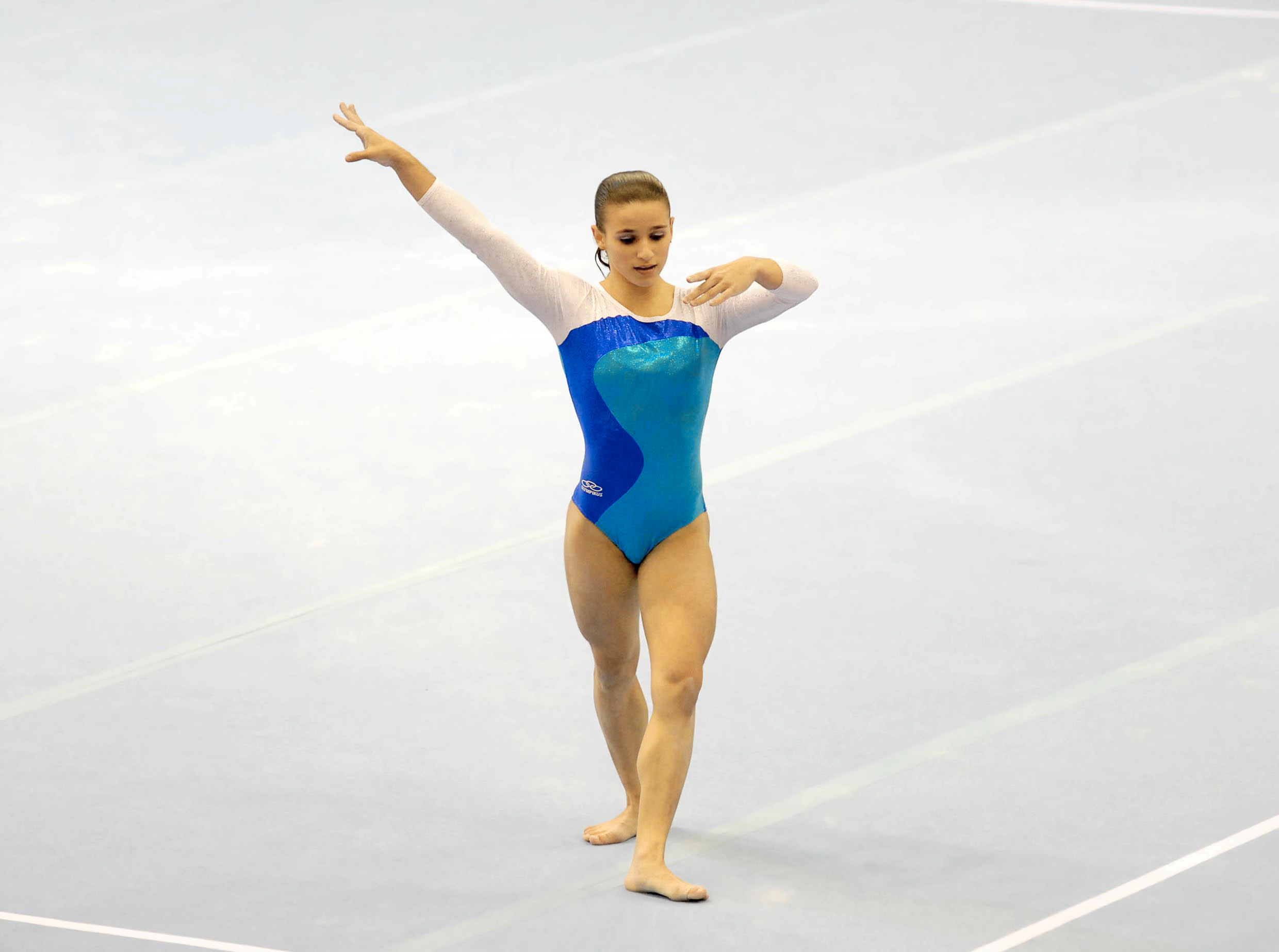
巴西體操運動員杰德·巴博萨正在表演自由體操，2007年泛美運動會。

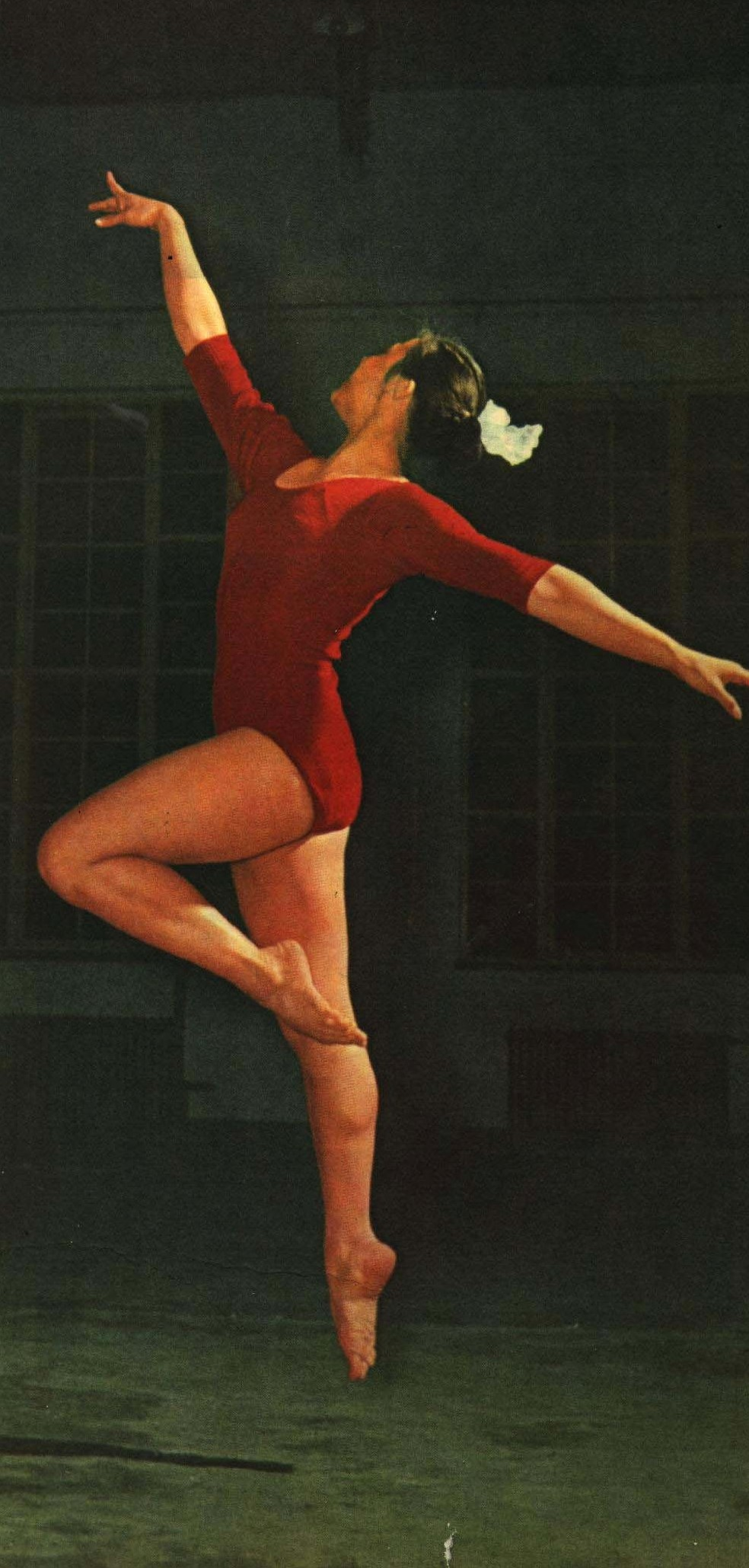
1962年中国体操运动员佘淑勤在表演自由体操

自由體操是競技體操項目之一，因無使用任何器械，故此項目又被大眾別稱地板，與規定的場地範圍與時間限制內完成成套動作。是男子和女子唯二共同比賽項目之一（另一項為跳馬）。

## 场地要求
根据国际体操联合会的规定，标准自由体操场地要求如下：
- 长：12米
- 宽：12米
- 安全区域：1米

大部分比赛的专用场地在地板下面装有弹簧或橡胶，使场地富有弹性，这样可以跳得更高，并减少运动员落地时的冲击力。自由体操明确规定了边界，界外的区域由其它颜色的地毯标识或贴着明显的胶带。大部分场地在规定场地外还留有几英尺的安全区域，在运动员不幸摔倒出界时起保护作用。
男子自由体操的时间限制是70秒，女子是90秒。女子比赛必須有配樂。

## 计分和规则（女子）
在女子体操里，自由体操的规定时间是70到90秒。动作是预先编排好的，由技巧动作和舞蹈动作组成。这个项目和其他项目不同之处在于允许体操运动员通过舞蹈和音乐自由表达她们的个性。
动作的组合是由运动员和她们的教练决定的。很多国家队聘请了专门的编排专家为运动员设计整套动作。著名的自由体操编排专家包括Adriana Pop（曾为罗马尼亚、法国和中国队编排动作），Nancy Roche（曾为美国队编排动作）和Geza Pozar（曾为罗马尼亚和美国队编排动作）。也有一些是自己编排动作。有的运动员每年更换一套自由体操动作，而有些在几个赛季里保持同一套动作。通常，一个运动员不会在一个赛季里同时使用一套以上的自由体操高难度动作。但是也有例外，如1996年奥运会，俄罗斯的迪娜·科切特科娃在全能比赛和自由体操单项决赛中使用的是不同的音乐和两套不同的动作。
从1958年第10届世界体操锦标赛开始，规定女子自由体操必须有音乐伴奏。音乐的选择也是由运动员和她们的教练决定的。音乐原则上可以是任何乐器演奏的任何音乐风格，但是要求无伴唱。运动员和教练负责将自由体操的CD或磁带交给比赛的工作人员。
整套动作设计通常包括3到5个空翻组合和一些舞蹈技巧，旋转和跳跃。根据体操计分规则，运动员必须从五个规定的动作组里面选择动作，包括至少540度的旋转，空翻两周，向前和向后的空翻。
评分是根据规定动作的难度，艺术性，感染力和整套动作的完成质量。缺少规定动作，动作没有按要求完成，失误等等都会扣分。与男子比赛不同，女子比赛在落地的时候允许一脚在前，另一脚在后。运动员要求在整套动作中尽量利用整块场地，但是出界是严重的失误，會被扣分（單腳出界，扣0.1分；雙腳出界，扣0.3分）。
运动员在自由体操比赛时允许擦镁粉并可以带护腕。
女子自由体操自1952年起被列为奥运会比赛项目。

## 计分和规则（男子）
在男子体操里，自由体操的规定时间是70秒內，没有配乐。和其他体操单项比赛一样，评分是根据规定动作的难度，编排和整套动作的完成质量。裁判根据难度来确定難度分，依據實施質量給予實施分。运动员要求在整套动作中利用整块场地，和女子自由体操不同的是在空翻落地的时候必须双脚併攏同时落地，重心偏移造成的跳跃和落地分腿都会扣分。
男子自由体操自1932年起被列为奥运会比赛项目。

## 历届奥运会男子自由体操金牌获得者
- 1932年：伊斯特凡·佩勒（匈牙利）
- 1936年：乔治斯·梅兹（瑞士）
- 1948年：弗兰克·帕塔奇（匈牙利）
- 1952年：威廉姆斯·索尔森（瑞典）
- 1956年：瓦连京·穆拉托夫（苏联）
- 1960年：相原信行（日本）
- 1964年：弗兰科·梅尼凯利（意大利）
- 1968年：加藤泽男（日本）
- 1972年：尼古拉·安德里亚诺夫（苏联）
- 1976年：尼古拉·安德里亚诺夫（苏联）
- 1980年：罗兰德·布鲁克纳（民主德国）
- 1984年：李宁（中国）
- 1988年：谢尔盖·科沃夫（苏联）
- 1992年：李小双（中国）
- 1996年：约阿尼斯·梅利桑尼迪斯（希腊）
- 2000年：伊戈尔·维赫洛夫斯（拉脫維亞）
- 2004年：凯尔·休菲尔特（加拿大）
- 2008年：鄒凯（中国）
- 2012年：鄒凯（中国）
- 2016年 : 馬克斯·惠特洛克 (英國)

## 历届奥运会女子自由体操金牌、銀牌获得者
- 1952年：阿格尼斯·凯莱蒂（匈牙利）
- 1956年：阿格尼斯·凯莱蒂（匈牙利）
- 1960年：拉里莎·拉特尼娜（蘇聯）
- 1964年：拉里莎·拉特尼娜（蘇聯）
- 1968年：拉里莎·彼特里克（蘇聯）、薇拉·恰斯拉夫斯卡（捷克）
- 1972年：奥尔加·科布特（蘇聯）
- 1976年：内莉·基姆（蘇聯）
- 1980年：内莉·基姆（蘇聯）、纳迪娅·科马内奇（羅馬尼亞）
- 1984年：埃卡特琳娜·萨博（羅馬尼亞）
- 1988年：達妮艾拉·西莉華絲（羅馬尼亞）
- 1992年：拉维尼娅·科林纳·米洛索维基（羅馬尼亞）
- 1996年：莉莉娅·波德克帕耶娃（烏克蘭），西莫娜·阿玛纳尔 （罗马尼亚）
- 2000年：埃莱娜·扎莫洛德奇科娃（俄羅斯），斯维特兰娜·霍尔金娜 (俄罗斯)
- 2004年：卡塔莉娜·波诺尔（羅馬尼亞）
- 2008年：桑德拉·伊茲巴沙（羅馬尼亞），肖恩·約翰遜 （美國）
- 2012年：亞莉珊卓．萊斯曼（美國），卡塔莉娜·波诺尔（羅馬尼亞）
- 2016年：西蒙·拜尔斯（美國），亞莉珊卓．拉斯曼（美國）